# كوكب حديدي

مقارنة أحجام الكواكب ذات [http://www.nasa.gov/centers/goddard/news/topstory/2007/earthsized_planets.html التركيبات المختلفة

الكوكب الحديدي هو نوع من الكواكب يتكون بشكل أساسي من لب غني بالحديد مع مقدار ضئيل من طبقة قشرية أو بدونها كليًا. يُعتبر عطارد أكبر جرم سماوي من هذا النوع في النظام الشمسي، ولكن قد تكون هناك كواكب خارج المجموعة الشمسية أكبر غنية بالحديد. وهذه تُعرف أيضًا باسم قذيفة المدفع (Cannonball).

## الأصل
قد تكون الكواكب الحديدية بقايا كواكب صخرية معدنية/سيليكات عادية تم تجريدها من طبقاتها القشرية الصخرية بسبب الارتطامات. وهناك اعتقاد بأن البعض يتألف من حقول الماس. ونماذج تشكل الكواكب الحالية تتنبأ بأن الكواكب الحديدية سوف تشكل مدارات قريبة أو نجومًا هائلة تدور في مدارات، حيث 
من المفترض أن يتألف قرص الكواكب الأولية من مواد غنية بالحديد.

## الخصائص
تكون الكواكب الحديدية أصغر حجمًا وأكثر كثافة من أنواع الكواكب الأخرى ذات الكتل المتساوية.
ومثل هذه الكواكب لا يكون لديها تكتونيات صفائح أو مجال مغناطيسي قوي نظرًا لأنها تبرد بسرعة بعد التكوين.